# 1st Fighter Wing
Le 1st Fighter Wing (1st FW, 1re Escadre de chasse), est une unité de chasse de l'Air Combat Command de l'United States Air Force basée à Langley Air Force Base en Virginie.

## Organisation en 2007
- 1st Operations Group
  - 1st Operations Support Squadron
  - 27th Fighter Squadron sur F-22A Raptor
  - 71st Fighter Squadron sur F-15C Eagle
  - 94th Fighter Squadron sur F-22A Raptor

## Historique
- 28 juillet 1947 : création du 1st Fighter Wing qui reprend les traditions du 1st Pursuit Group engagé en 1918 en France.
- 15 août 1947 : organisation du Wing
- 16 avril 1950 : redésigné 1st Fighter Interceptor Wing
- 6 février 1952 : dissolution
- 14 septembre 1956 : est renommé 1st Fighter Wing (Air Defense)
- 18 octobre 1956 : réactivation
- 1er octobre 1970 : redésigné 1st Tactical Fighter Wing
- 1er octobre 1991 : prend sa désignation actuelle de 1st Fighter Wing
- 23 septembre 2014 : Premières opérations de combats du F-22 au cours de la guerre contre l'État islamique[1].

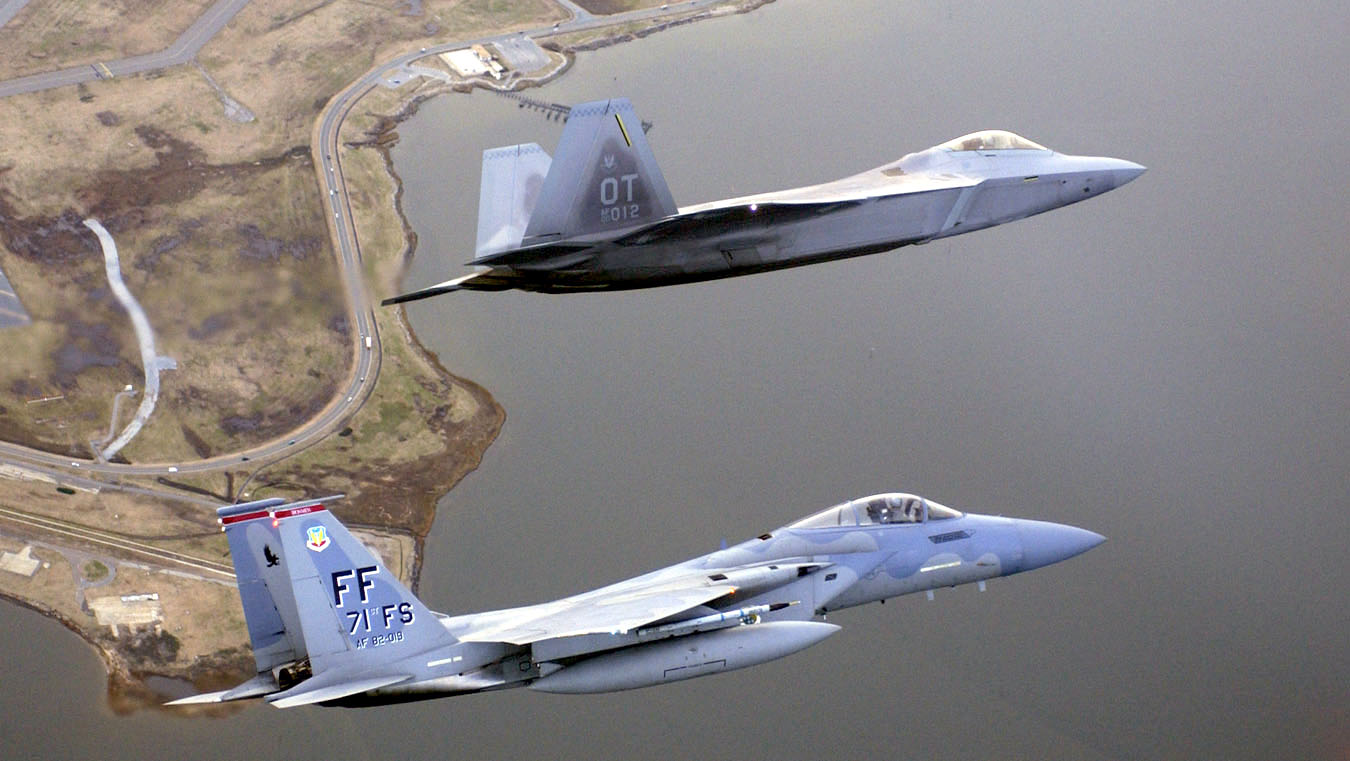
F-15C du 1st Fighter Wing et F-22A du 53rd Wing en vol au-dessus de la Virginie

- 2018 : elle devient l'une des plus grandes escadres de combat de l'ACC avec le rapatriement de F-22 auparavant basé Tyndall Air Force Base gravement endommagée par l'ouragan Michael.
- 2025 : elle dispose de  55 F-22A et 15 T-38A[2].

## Bases
- March Field (New-York) : 15 août 1947 - 15 avril 1950
- McGuire AFB (New Jersey) : 16 avril 1950 - 17 juillet 1950
- George AFB (Californie) : 18 juillet 1950 - 30 novembre 1951
- Norton AFB (Californie) : 1er décembre 1951 - 6 février 1952
- Selfridge AFB (Michigan) : 18 octobre 1956 - 30 décembre 1969
- Hamilton AFB (Californie) : 31 décembre 1969 - 30 septembre 1970
- Mac Dill AFB (Floride) : 1er octobre 1970 - 29 juin 1975
- Langley AFB (Virginie) : 30 juin 1975 -

## Affectations
- 12th Air Force : 15 août 1947 - 19 décembre 1947
- 4th Air Force : 20 décembre 1947 - 30 avril 1949
- 15th Air Force : 1er mai 1949 - 30 juin 1950
- 22nd Bombardment Wing : attaché du 1er juillet 1949 au 1er avril 1950
- 4th Air Force : 1er juillet 1950 - 31 juillet 1950
- Western Air Defense Force : attaché du 1er juillet 1950 au 31 juillet 1950
- Western Air Defense Force : 1er août 1950 - 6 février 1952
- Southern California Air Defense Sector [Provisional] : attaché du 7 août 1950 au 19 septembre 1950
- 27th Air Division [Defense] : attaché du 20 septembre 1950 au 6 février 1952
- 30th Air Division : 18 octobre 1956 - 31 mars 1959
- Detroit Air Defense Sector : 1er avril 1959 - 31 mars 1966
- 34th Air Division : 1er avril 1966 - 30 novembre 1969
- 23rd Air Division : 1er décembre 1969 - 30 décembre 1969
- 26th Air Division : 31 décembre 1969 - 30 septembre 1970
- 836th Air Division : 1er octobre 1970 - 29 juin 1971
- 9th Air Force : 30 juin 1971 -

## Composantes

### Wings
- 22nd Bombardment Wing : attaché du 10 mai 1949 au 30 juin 1949
- 67th Reconnaissnce Wing (puis 67 Tactical Reconnaissance Wing): attaché du 25 novembre 1947 au 28 mars 1949

### Groups
- 1st Fighter Group (puis 1 Fighter-Interceptor Group, 1 Fighter Group): 15 août 1947 - 6 février 1952 (détaché du 15 août 1950 au 3 juin 1951), 18 octobre 1956 - 1er février 1961
- 1 Operations Group : 1er octobre 1991 -
- 1st Rescue Group : 14 juin 1995 - 1er avril 1997
- 67th Reconnaissnce Grup : 15 août 1947 - 25 novembre 1947

### Squadrons
- 6th Airborne Command and Control Sqdn : 19 avril 1976 - 1er octobre 1991
- 7th Liaison Sqdn : 1er septembre 1947 - 28 mars 1949
- 27th Tactical Fighter Sqdn : 1er juillet 1971 - 7 août 1990 et 9 mars 1991 - 30 septembre 1991
- 27th Fighter Sqdn : 1er octobre 1991 -
- 46th Tactical Fighter Sqdn : 1er octobre 1970 - 1er juillet 1971
- 47th Tactical Fighter Sqdn : 1er octobre 1970 - 1er juillet 1971
- 71st Tactical Fighter Sqdn : 1er février 1961 - 16 janvier 1967, 1er juillet 1971 - 6 août 1990 et 9 mars 1990 - 30 septembre 1991
- 71st Fighter Sqdn : 1er octobre 1991 -
- 84th Fighter Interceptor Sqdn : 31 décembre 1969 - 1er octobre 1970
- 94th Fighter Sqdn : 15 août 1950 - 3 juin 1951
- 94th Fighter Interceptor Sqdn : 1er février 1961 - 23 mai 1969 et 4 novembre 1969 - 1er décembre 1969
- 94th Tactical Fighter Sqdn : 1er juillet 1971 - 30 septembre 1991
- 94th Fighter Sqdn : 1er octobre 1991 -
- 188th Fighter Interceptor Sqdn : 15 juin 1951 - 6 février 1952 (attaché)
- 4424th Combat Crew Training Sqdn : 1er octobre 1970 - 30 juin 1972
- 4501st Tactical Fighter Replacement Sqdn : 1er octobre 1971 - 30 juin 1975

### Flights
- 4401 Helicopter Flight : 31 mars 1987 - 1er octobre 1991